# Publi Septimi Escèvola
Publi Septimi Escèvola (en llatí: Publius Septimius Scaevola) va ser un senador romà del segle i aC.
Va ser condemnat quan Quint Hortensi Hòrtal era pretor l'any 72 aC acusat formalment de Repetundae o extorsió, però en realitat perquè va ser un dels jutges subornats per Cluenci l'any 74 aC per condemnar a Opiànic.